# Ирена Давосир Матановић
Ирена Давосир-Матановић (Ђурђево, 1933 — Нови Сад, 4. март 2007) је била оперска певачица,коју је одликовао лирски сопран. Од 1953. до 1981. године била је солисткиња Српског народног позоришта у Новом Саду.

## Биографија
Рођена је у Ђурђеву 1933. године. Музичко образовање је стекла у Музичкој школи „Исидор Бајић“ у Новом Саду, у класи Божене Дубске, а школовала се и у Загребу при Глазбеном заводу, где јој је од 1952. до 1953. професор певања био Маријан Мајцен.

## Оперске улоге
Ирену Давосир Матановић је одликовао ефектан, изражајан лирски сопран, као и глумачки таленат. Стога је често ангажована за лирске улоге како у операма, тако и оперетама.
Прва значајна улога Ирене Давосир Матановић је рола Сибел у опери Фауст коју је компоновао Шарл-Франсоа Гуно, што је уједно било и прво извођење ове опере у СНП 1953. године.
Први велики успех је постигла насловном улогом у опери Морана, композитора Јакова Готовца, и као у случају Фауста, и у опери Морана, учествовала је у њеном првом извођењу на сцени СНП-а (1954).
У Оперу Српског народног позоришта дошла је 1953. и остала је у њој до пензионисања 1981. године. Остала је упамћена по улогама Татјане („Евгеније Оњегин“ - Чајковски), Мими („Боеми“ - Пучини), Лју („Турандот“ - Пучини), Марженке („Продана невеста“ - Сметана), Дездемоне („Отело“ - Верди), Маргарете („Фауст“ - Гуно), Ђуле („Еро с онога свијета“ - Готовац), Неде („Пајаци“ - Леонкавало), Ћо-ћо-сан („Мадам Батерфлај“ - Пучини), Елизабете („Дон Карлос“ - Верди), Виле Равијојле („Вилин вео“ - Коњовић) и другим.
Ирена Давосир Матановић је уједно и прва оперска певачица која је певала песме српско-русинског композитора Ивана Ковача.

## Концерти
Поред оперских улога, наступала је с успехом и на концертима, са аријама и песмама Моцарта, Шуберта, Шумана, Брамса, Рахмањинова, Чајковског, Дворжака, Коњовића, Барановића и других, како домаћих, тако и иностраних композитора. Снимала је за Радио Нови Сад, а наступала је у Београду, Загребу, Љубљани, и другим градовима широм земље. 
Ирена Давосир Матановић била је ангажована и у Радио Новом Саду, и остала позната и по успешном извођењу русинских, украјинских, и српских народних песама.

## Награде
- Освојено треће место на такмичењу младих певача у Будмипешти 1960. године.[4]
- Добитница је Златне медаље „Јован Ђорђевић“ највишег признања СНП 1993. године.[5]